# 売掛
売掛（うりかけ）とは、簿記・会計または商業における経済用語、資産に属する勘定科目（かんじょうかもく）である。

## 用語解説
代金はあとで受け取ることを前提に商品を売ることである。「売掛（うりかけ）」または「かけうり」とも。
また、代金のことを指して使われることもある。「掛金（かけきん）」とも
なお、未回収の売掛金のことを未収金（みしゅうきん）または未収（みしゅう）と呼ぶ。もし、取引先が倒産や営業停止等により、掛金の徴収が滞るまたは困難になると貸倒（かしだおれ）に変化する。全額回収できなかった場合、残りの貸倒は回収不能となり、貸倒償却（かしだおれしょうきゃく）となるが、別の言い方では不良債権と呼ばれ、その後は損金として処理される。貸倒に備えて引当金（ひきあてきん）を用意している場合は、会計上その中から未回収の代金を相殺できる（「貸倒引当金（かしだおれひきあてきん）」）ので、未回収金額の全額がその会計年度の損金としては計上されない場合もある。

## 国家
国の機関に対して、企業が取引する場合は、給付完了後の検査（会計法第29条の11第2項）結果に基づいて支払い（予算決算及び会計令第101条の9第2項）を行うため、売掛となる。しかし、国が採用している会計システムは支払の即時性に欠け、わずかな事務手続きの遅れが大幅な支払遅延につながる危険性がある。そのため、企業の経営に悪影響を与えないように、給付完了の通知から、工事については14日以内に、その他の給付は10日以内に検査を行い（支払遅延防止法第5条）、請求書受理か検査のいずれかの遅い方から、工事については40日以内、その他の給付は30日以内に支払いをする（支払遅延防止法第6条）ことと定められている。